# 布克叙吕勒
布克叙吕勒（法語：Bouxurulles，法語發音：[buksyʁyl] ⓘ）是法国大東部大區孚日省的一个市镇，属于埃皮纳勒区。

## 地理
布克叙吕勒（48°20'5"N, 6°13'58"E）面积6.7 平方千米，位于法国大東部大區孚日省，该省份为法国东北部内陆省份，北起默兹省和默尔特-摩泽尔省，西接上马恩省，南至上索恩省和贝尔福地区省，东临上莱茵省和下莱茵省。
与布克叙吕勒接壤的市镇（或旧市镇、城区）包括：若尔克塞、拉佩、吕涅、萨维尼、于布西、阿维莱尔、日尔库尔-莱维耶维尔。

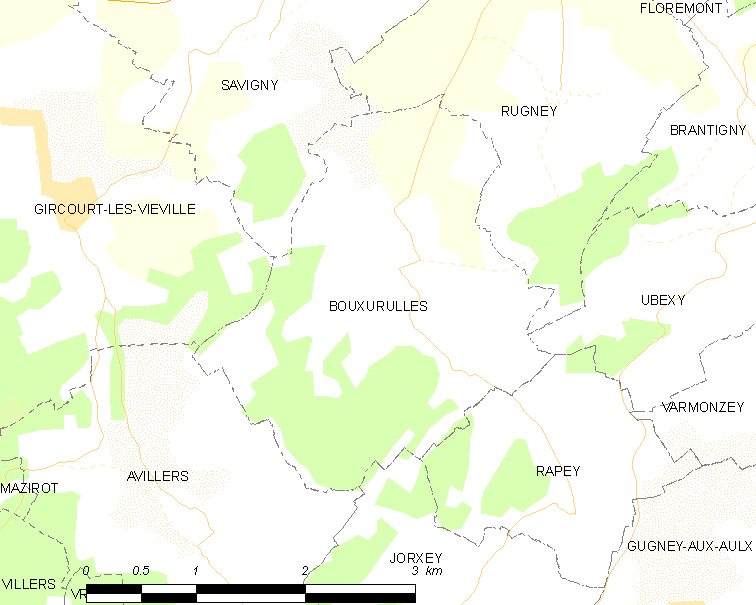
布克叙吕勒的OSM定位图

布克叙吕勒的时区为UTC+01:00、UTC+02:00（夏令时）。

## 行政
布克叙吕勒的邮政编码为88130，INSEE市镇编码为88070。

## 政治
布克叙吕勒所属的省级选区为沙尔姆县。

## 人口

1962-2008年间布克叙吕勒人口变化图示

布克叙吕勒于2022年1月1日时的人口数量为178人。